# إيفيلين كاريرا
إيفيلين كاريرا (5 أكتوبر 1971 في جمهورية الدومينيكان - ) (بالإنجليزية: Evelyn Carrera) هي لاعبة كرة طائرة دومينيكا. شاركت في الألعاب الأولمبية الصيفية 2004.

## وصلات خارجية
- إيفيلين كاريرا على موقع أوليمبيديا (الإنجليزية)